# Xã Felton, Quận Clay, Minnesota
Xã Felton (tiếng Anh: Felton Township) là một xã thuộc quận Clay, tiểu bang Minnesota, Hoa Kỳ. Năm 2010, dân số của xã này là 86 người.